# Beach 44th Street
Beach 44th Street, conosciuta anche con il nome di Beach 44th Street-Frank Avenue, è una fermata della metropolitana di New York, situata sulla linea IND Rockaway. Nel 2015 è stata utilizzata da 197 543 passeggeri.
È servita dalla linea A Eighth Avenue Express, sempre attiva.